# TOMM22
TOMM22 (англ. Translocase of outer mitochondrial membrane 22) – білок, який кодується однойменним геном, розташованим у людей на короткому плечі 22-ї хромосоми. Довжина поліпептидного ланцюга білка становить 142 амінокислот, а молекулярна маса — 15 522.
| 10         |  | 20         |  | 30         |  | 40         |  | 50         |
| ---------- |  | ---------- |  | ---------- |  | ---------- |  | ---------- |
| MAAAVAAAGA |  | GEPQSPDELL |  | PKGDAEKPEE |  | ELEEDDDEEL |  | DETLSERLWG |
| LTEMFPERVR |  | SAAGATFDLS |  | LFVAQKMYRF |  | SRAALWIGTT |  | SFMILVLPVV |
| FETEKLQMEQ |  | QQQLQQRQIL |  | LGPNTGLSGG |  | MPGALPSLPG |  | KI         |

A: Аланін

D: Аспарагінова кислота

E: Глутамінова кислота

F: Фенілаланін

G: Гліцин

I: Ізолейцин

K: Лізин

L: Лейцин

M: Метіонін

N: Аспарагін

P: Пролін

Q: Глутамін

R: Аргінін

S: Серин

T: Треонін

V: Валін

W: Триптофан

Кодований геном білок за функціями належить до рецепторів, фосфопротеїнів. 
Задіяний у таких біологічних процесах, як транспорт, транспорт білків, транслокація, ацетилювання. 
Локалізований у мембрані, мітохондрії, зовнішній мембрані мітохондрій.